# XXXV Legislatura del Congreso de la Unión de México
La XXXV Legislatura del Congreso de la Unión de México estuvo conformada por los senadores y los diputados, miembros de sus respectivas cámaras. Inició sus funciones el 1 de septiembre de 1932 y concluyó el 31 de agosto de 1934. 
Fue la última legislatura con duración de dos años, la siguiente, la XXXVI Legislatura, tuvo una duración de tres años de acuerdo a la reforma constitucional aprobada en 1933.

## Senado de la República
Los cincuenta y ocho miembros del Senado de la República fueron electos para un periodo de cuatro años, dos por cada uno de los veintiocho estados y el Distrito Federal. Los senadores de primera fórmula fueron elegidos en las elecciones federales de 1932 y por tanto ejercieron también en la Legislatura siguiente; y los senadores de segunda fórmula, lo había sido en las elecciones federales de 1930 por lo que su periodo se había iniciado desde la previa legislatura.
La única excepción fue el senador García de Querétaro, elegido extraordinariamente en segunda fórmula solo para los dos años correspondientes a la XXXV Legislatura.

### Integrantes

#### Número de Senadores por partido político
| Partido | Partido                         | Senadores |
| ------- | ------------------------------- | --------- |
|         | Partido Nacional Revolucionario | 58        |

Los 58 Senadores que conforman la XXXV Legislatura son los siguientes:

#### Senadores por entidad federativa
| Estado           | Senador                    | Partido | Estado          | Senador                    | Partido |
| ---------------- | -------------------------- | ------- | --------------- | -------------------------- | ------- |
| Aguascalientes   | Rafael Quevedo             |         | Nayarit         | Esteban Baca Calderón      |         |
| Aguascalientes   | Miguel Ramos               |         | Nayarit         | Gustavo R. Cristo          |         |
| Campeche         | Javier Illescas A.         |         | Nuevo León      | Aarón Sáenz                |         |
| Campeche         | Pablo Emilio Sotelo Regil  |         | Nuevo León      | Carlos F. Osuna            |         |
| Chiapas          | Alberto Domínguez R.       |         | Oaxaca          | Francisco Arlanzón         |         |
| Chiapas          | Benigno Cal y Mayor        |         | Oaxaca          | Genaro V. Vásquez          |         |
| Chihuahua        | Gustavo L. Talamantes      |         | Puebla          | Rubén Ortiz                |         |
| Chihuahua        | Luis Esther Estrada        |         | Puebla          | Miguel Andrew Almazán      |         |
| Coahuila         | Manuel Pérez Treviño       |         | Querétaro       | Severiano Montes           |         |
| Coahuila         | Carlos Garza Castro        |         | Querétaro       | J. Ignacio García          |         |
| Colima           | José Campero               |         | San Luis Potosí | Valentín Aguilar           |         |
| Colima           | José D. Aguayo             |         | San Luis Potosí | Lamberto Hernández         |         |
| Distrito Federal | Carlos Riva Palacio        |         | Sinaloa         | Juan de Dios Bátiz Paredes |         |
| Distrito Federal | Gonzalo N. Santos          |         | Sinaloa         | Rodolfo T. Loaiza          |         |
| Durango          | Pastor Rouaix              |         | Sonora          | Emiliano Corella Molina    |         |
| Durango          | Antonio Gutiérrez Rivera   |         | Sonora          | Ramón Ramos Almada         |         |
| Guanajuato       | Federico Medrano           |         | Tabasco         | Ausencio C. Cruz           |         |
| Guanajuato       | Juan B. Castelazo          |         | Tabasco         | Manuel Garrido Lacroix     |         |
| Guerrero         | Alfredo Guillén            |         | Tamaulipas      | Manuel Tárrega             |         |
| Guerrero         | Ezequiel Padilla Peñaloza  |         | Tamaulipas      | Marte R. Gómez             |         |
| Hidalgo          | Juan Cruz O.               |         | Tlaxcala        | Moisés Huerta              |         |
| Hidalgo          | Matías Rodríguez Melgarejo |         | Tlaxcala        | Ignacio Mendoza            |         |
| Jalisco          | Margarito Ramírez          |         | Veracruz        | Manuel Almanza             |         |
| Jalisco          | Antonio Valadez Ramírez    |         | Veracruz        | Abel S. Rodríguez          |         |
| México           | Wenceslao Labra            |         | Yucatán         | Max Peniche Vallado        |         |
| México           | Zenón Suárez               |         | Yucatán         | César Alayola Barrera      |         |
| Michoacán        | Dámaso Cárdenas del Río    |         | Zacatecas       | J. Jesús Delgado           |         |
| Michoacán        | Silvestre Guerrero         |         | Zacatecas       | Pedro Belaunzarán          |         |
| Morelos          | J. Guadalupe Pineda        |         |                 |                            |         |
| Morelos          | Ambrosio Puente            |         |                 |                            |         |